# Relations entre le Brésil et le Qatar
Les relations entre le Brésil et le Qatar sont les relations extérieures entre la république fédérative du Brésil et l'État du Qatar.

## Histoire
Les relations diplomatiques entre le Brésil et le Qatar ont été établies en 1974. En avril 2005, le Brésil a ouvert son ambassade à Doha. L'ambassade du Qatar au Brésil a été rouverte en juin 2007.